# にこプリトランス
『にこプリトランス』（にこぷりとらんす）は、白雪しおんによる4コマ漫画作品。『まんがタイムきららMAX』（芳文社）において2004年11月号から2009年1月号まで連載されていた。単行本全4巻。

## あらすじ
ガラが悪くて、登校するだけで因縁つけられまくりな男子高校生、結城騎士。彼の前に、ある日突然、双子の妹と弟が現れた。聞いたことも無い弟妹の出現をいぶかしむ彼だったが、実はこの双子、本当の弟妹どころか、人間ですらなかった。この双子の本当の正体は、科学者である母親がつくったアンドロイドだったのだが、それを知った騎士は、さらに愕然。実母のあまりのデタラメぶりに思わず反発する騎士だったが、双子の面倒を見ているうちに、いつしか双子の居る日常が当たり前に。やがて、ぶっきらぼうながらもお兄さんらしさもすっかり板につき、双子のほうもすっかり、結城家の一員として無くてはならない存在へ。そして今回も、「お兄ちゃん大好き」な双子達と、不器用な男子高生が織りなす、ほのぼのファミリー・コメディー。

## 主な登場人物
結城家の登場人物は王族にまつわる単語が、その他のキャラにはおとぎ話の登場人物の連想が込められている。

### 結城家とその関係者
結城 せす（ゆうき せす）
設定年齢15歳。高1。女。双子アンドロイドの姉。前衛攻撃型。ムダに元気。要領は悪いががんばり屋。
名前のせすは王女「Princess」が由来。
紫の髪にツインテールをしている。髪を下ろすと一見弟のせすと見分けが付かないが、実は目の形が異なる（せすは丸みを帯びている）。
また、姉弟そろってアホ毛を装備しているが、実はこれが通信アンテナとなっており、博士やコンピュータにアクセスするために使われる。
属性は、「お兄ちゃん大好きっ娘」。特殊スキルとして、料理するだけで台所が大爆発してしまうという能力あり。
夏休みの勉強会の際のコメントは「鳴かぬなら、コンビニ行こうぜホトトギス」。他人の恋愛話が大好きなようで、その手の話になると、一々ちょっかいを出してしまうことも。若林輝也曰く「でっかいスピーカー」。連載が進むにつれて、デフォルメ絵がどんどん簡略化され、終盤に至ってはポットの上に立てるほど小さくなってしまっている。
結城家に来た当時は不良に絡まれる騎士を守る為に電柱を引き抜いたり、攻撃して空の星にしてしまうほどの怪力を持つ。
実は、内蔵されている人格データは、元々りんすに入れるはずのものだったらしいが、博士が間違えて今の人格を入れてしまった（逆に、りんすにはせすに入れるはずの人格データが組み込まれた）。
最終話で連載期間4年が経過した後の経緯が描かれたときには、大学1年生として身体と髪型が成長した姿で描かれている。また旧生徒会の面々などに、自分たちの本当の正体を話した。
結城 りんす（ゆうき りんす）
設定年齢15歳。高1。男。双子アンドロイドの弟。後方支援型。姉の結城せすと双子ということもあり女性的な容姿。
名前のりんすは王子「Prince」が由来。
紫の髪を下ろしている。目の形がせすは丸みを帯びているのに対し、りんすはやや垂れ目がち。
また、姉同様アホ毛を装備しているが、せすに比べてりんすの使用頻度は少ない。
精神面ではせす以上に女性的な部分が目立ち、ひかえめな性格。割となんでもそつなくこなす。結城家の料理担当で、ふりふりエプロンが魅力的。
将来の夢は、「ぼくがお兄ちゃんをお嫁さんにするんですっ」らしい。推定身長150cm。
なお、博士からのクリスマスプレゼントとして、「人間同様に食べ物を摂取してエネルギー補給が可能」となったらしい（これはせすも同様）。犬を思わせるその髪型は、博士がトリミングの最中、テレビの犬特集を聞いているうちに「いつの間にか」それっぽい髪型になってしまったらしい。
最終話で連載期間4年が経過した後の経緯が描かれたときには、大学2年生として身体と表情が成長した姿で描かれている。せすと学年が異なるのは、どうやらせすが浪人した様子らしい。
結城 騎士（ゆうき ないと）
登場当初16歳。高2。182cm。男性。母親がつくった双子アンドロイドを押しつけられた「お兄ちゃん」。ガラは悪いが、実は困っている人を放っておけない良い人。突然できた双子の妹&弟に振り回されながらも、結構充実した生活をおくっている。本人は騒がしいのを嫌っているが、いつの間にか騒ぎの中心になってしまっていることが多く、連載が進むにつれ性格が枯れしまっている。写真を撮られるのも嫌らしい。
名前は騎士「Knight」が由来。
母親の容姿を受け継いだのか茶色の髪を下ろしている。瞳は父親似である。
その容姿からは想像出来ないが、実は「隠れ甘党」である。本人はこのことを他人に知られたくなかったようだが、せすとりんすによってあっさりとバラされた。終盤のドサクサで、従姉妹の弥深子と恋人同士になった。
また、弥深子と恋人同士になった途端弥深子にひっつきっぱなしになる程実は甘えん坊だった。
最終話では母親の後を追い、科学者になった姿が描かれる。目と眼鏡以外母親と殆ど変わらない。
美作 弥深子（みまさか やみこ）
名前は闇と巫女のダブルミーニングに由来する。
登場年齢17歳。高3。女。結城騎士の従姉妹で後に彼女、そして奥さんとなる。通称「ヤミ」。物腰やわらかなお姉さん。成績優秀そうに見られることが多いが、実は「ちょっとおばか」らしい。
濃い黒緑のロングの髪型で垂れ目がちな美少女。
特殊スキルとして、「料理するモノすべてを赤飯にしてしまう」能力を持っている。化学変化どころか超常現象並みのスキルだが、赤飯の味はいたって普通らしい。長いこと騎士と一緒にいることが多いせいか、熟年夫婦と言われても違和感がないほどに相手の思考が読める。
小さい頃から家が隣通しで、母親が不在がちで預けられていた騎士とは幼なじみ以上の関係である。
騎士がラブレターを貰ったと知った時の動揺ぶりからもわかる通り、騎士には単なる従姉弟以上の感情を抱いていたが、2008年11月号で騎士とようやく恋人同士になった。
なお、本編で話題になる事は殆どないが、白雪しおん作品キャラの中で1、2を争うナイスバディの持ち主であり、作者曰く「明らかに成長している」との事。最終巻では星座にまつわる衣装をあてがわれた際には「牛」の担当だった。
最終話では一緒に生活している様子が描かれており、夜の生活も順調だった。
単行本最終巻で、後に騎士との間に双子の男女を産んでいることが判明している。設定もデザインも描かれており、Web漫画による続編でその後が描かれている。
トリニク
登場時は、近所のスーパーで売られていた食材だったはずだが、いつの間にか結城家のペットの座を獲得。ニワトリのくせにあざやかに飛んだり、じゃんけんをしたり、落ち込んでいる人間を慰めたりと、器用なニワトリである。
最終話では8世代の子孫を残していることが判明、またWeb漫画では姿がうり二つのテバサキという子孫がいる。
結城 貴咲（ゆうき きさき）
年齢不詳。女。結城騎士の母。割とアバウトだが愛息のことは気にかけているらしく、24時間欠かすことなく見守っているらしい。息子の危機にはミサイルで支援しようとするなど、子煩悩な一面も。電話・携帯メール等で、本編には既に登場していたが、結城母本人はまんがタイムきららMAX2005年11月号で初登場。
外見は一卵性親子と言われるほど、騎士とそっくり。胸が無ければ「父」と言われても違和感が無い。なお、本当の結城父・翔馬のことを「翔馬さん」と呼び、「超、愛している」とのこと。そのため仕事に行き詰って翔馬に合えないことを嘆いている。よく一緒にいる息子に対して嫉妬している。
茶色の髪型をしており、ややショート気味の髪型をしている。左目に片目の眼鏡をかけているのがトレードマーク。最終刊では一本お下げが加わっている。
名前は妃に由来。
最終巻では何と騎士と弥深子との間の子供と同い年となる騎士の“弟”を生んでいた事が判明。設定もデザインも描かれており、Web漫画による続編でその後が描かれている。
結城 翔馬（ゆうき しょうま）
騎士の父親で家に居た。職業は作家。何やら名前に関してコンプレックスらしくペンネームは「結城 御門（ゆうき　みかど）」となっている。
容姿は貴咲がせすやりんすを作る際に参考にしたほど女性的。弥深子とりんすを足したような性格をしているが、貴咲博士曰く「キングオブ攻」らしい。常に着ている和服は、貴咲博士が「脱がしやすくする」ために見立てたもの。
酒乱で攻め顔全開になる。騎士曰く「日に日に可愛くなる父親を持つ息子の気持ち解かるか」のこと。せすとりんすが結城家にやってきたときから家で小説を書いていたが、実際に登場したのは貴咲と同様単行本2巻からである。
紫のロングの髪型をしており、ポニーテールが出来るほど。表情は髪で隠れており普段は窺い知ることが出来ないが、たまに見せる表情では結構男らしい。また酒を飲んだ時には性格が正反対に一変する。
名前がダブルミーニングになっており、本名が「ペガサス」の連想（とは知らず無意識につけていたらしい）、ペンネームは「帝」（≒王様）が由来となっている。
実は美作家の父親である一角（かづの）の弟。
兄と名字が違う件については詳細が語られておらず、「結城」姓が本名なのか貴咲の元の名字なのかは判明していない。
単行本最終刊では何と貴咲との間に騎士の弟を設け照れている様子が描かれている。またWeb漫画による続編でも登場しているが、30年以上も作家をやっているにもかかわらず容姿がほとんど変わっていない。
美作 灯梨（みまさか あかり）
弥深子の母親。赤飯しか作れない娘と違って料理は上手。騎士の甘い物好きは灯梨の手作りお菓子を幼い頃から食べていたその影響であると考えられる。騎士が久しぶりに泊まりに来る際、珍しくミニスカートをはいていたヤミをからかっていた。実は騎士の初恋の人である。
ウエーブがかったロングの髪型をしている。ただし本編では目・前髪・まつげなどの鼻から上が一切描かれていない。また弥深子の母親らしくナイスバディ。
名前は娘の「闇」と対になる「明かり（＝灯り）」が由来。
美作 一角（みまさか かづの）
本編には登場せず、単行本の書き下ろしで登場する弥深子の父親。弟の翔馬より少し年の離れた兄で、ダークグレーの髪型に眼鏡をかけ落ち着いた雰囲気を持っている様子が描かれている。実は騎士が尊敬しているらしい。
名前は弟の「ペガサス」と対で「ユニコーン（一角獣）」が由来。

### 生徒会とその関係者
若林 輝也（わかばやし かぐや）
年齢17歳。高3。男。173cm。生徒会会長様。久我原このみの彼氏。成績優秀で優等生だが、性格のせいか「バカ様」扱い。動物全般が苦手だったり、流血が苦手だったりと弱点多し。常に本物の日本刀を持ち歩いている。
初登場時から久我原に惚れている描写があったが、その仲はなかなか進展しなかった。初登場時から惚れていて、姉妹校の生徒会長の後押しもあり、ようやく久我原に告白できたものの、その後も「会長」「久我原」と呼び合う上に手すらつないだ事もない状態が続いたが、第3巻でやっとカップルとなり名前で呼ぶことができ、手でつなぐこともできるようになった。
動物嫌いの割に、髪型はポニーテールである（本人曰く「伸びるのが早いから切るのが面倒」との事）。女性が強い家系らしく、姉と妹がいる。久我原に一度、アロハシャツを着せられたことがある。
名前の由来は「かぐや（輝夜）」姫から。
最終話では生徒会の面々と江藤と一緒に企業を興していることが語られる。
久我原 このみ（くがはら このみ）
年齢15歳。高1。女。生徒会書記。若林輝也の彼女。無口で大人しいが、自己主張はしっかりしている。端から見ると、若林をおちょくる余裕すら持ち合わせており、彼にだけついつい意地悪しちゃうおちゃめさん。このほか、異性ではりんすのことがなんとなく気になっていたようだが、作者曰く「りんすは女友達ってカンジ」。
若林の突然の告白以来、適当にあしらいながらも彼の分の弁当を作ってあげたりしている。弟が一人いる。りんすと並ぶと彼よりも背が低く、弟の方が背が高いことが腹立たしいと思っている。
普段は口数が少なく大人しいのだが、弟の笹が高校に変装して進入した際は性格が冷酷となり容赦なく叩きのめすシーンが描かれており、彼氏である輝也がビビるほどである。
最終話では髪がロングとなり、輝也の伴侶となっている様子が描かれている。
また、設定とデザインだけではあるが、後に輝也との間に双子の男女を産んでいることが判明している。
頼経 樹（よりつね いつき）
年齢17歳。高3。185cm。男。生徒会副会長。若林の右腕というよりも、忠犬ハチ公。敬愛している若林には天涯孤独の捨子だったところを拾われ、現在まで若林家に居候の身。真面目で純粋だが、惚れっぽいらしい。せすに一目惚れして以来、それとなく何度も告白しているのだが、相手のニブさ故に轟沈記録更新中。幼少時から絶えずケガをしているようだが、そのたびに復活。不死身。
根は善人なのだが、生徒会や若林家の人間に仇なす者には容赦が無く、特に騎士に対しては、初対面時に若林を侮辱したことが尾を引いているのか、敵意を隠そうともしない。結局は、せすの説得により不本意ながら騎士への敵愾心を自粛し、彼を「お義兄さん」と呼ぶようになる。
生徒会メンバーで唯一、結城貴咲博士と面識があるが、彼女が騎士の母親であることには気付かなかった様子。作者が一番気に入っているキャラクターらしいが、カラーで描かれたことは（本編を見る限り）単行本第2巻が出るまで一切無かった。
最終話近くでせすに真っ正面から告白するものの、玉砕。しかし以前兄に忘れ物を届けに高校に来た逆奈に見初められたようで、最終話では輝也を「お義兄さん」と呼んでいた。
江藤（えとう）
姉妹校の生徒会長で、「バカ様」こと若林輝也の幼なじみ。性別、男。物腰やわらかで、終始笑顔の生徒会長様。取り巻きの生徒会女子役員からは、「王子」もしくは「王子様」扱いされて騒がれるほどのアイドル性を保有。「バカ様」のことを「かぐやちゃん」と呼び、「バカ様」いぢりも実に手慣れたお手並み具合。輝也の姉・灰華とは、似た物同士だからか非常に息が合っており、手を組んでいろいろけしかけることも。
とはいえ、さして悪意は感じられず、「バカな弟がかわいくてかわいくて仕方がない」といった風情のからかい方。もっとも、当事者の若林にとっては苦手な人物であることは明々白々。実に、ねこかぶりでイタズラ好きな「王子様」である。
実は灰華に対して恋愛感情を抱いており、灰華が自分のことを輝也と同レベルで「弟のようなもの」としか見てくれないことに歯がゆさを覚えている。
レギュラーキャラの中で唯一、下の名前が完全に判明していない。単行本4巻の七夕イベントの短冊には「寿」という漢字の一部が書かれている。
最終話では輝也と一緒の企業に勤めている様子と輝也に「お義兄さん」と呼ぶようにお願いしていた。
若林 灰華（わかばやし はいか）
バカ様こと若林輝也の姉。「女にうつつぬかしてる」という台詞とともに登場。外見は和服の似合う大和撫子だが、弟・輝也の最も苦手な肉料理をわざとらしく用意したり、頼経樹と同じ名のイツキという犬を飼っているなど、かなりサディスティックな性格をしており、輝也曰く「Sの化身」。バカ様いぢりを楽しむ一方で、輝也の弱点改善を目指すなど、弟想いの一面も見られる。
名前の由来は「灰かぶり」姫から。
また、設定とデザインだけではあるが、後に江藤との間に娘を産んでいることが判明している。この娘の容姿は父親そっくりで学生服を着こんでいるが、学生服を脱ぐと弥深子張りの巨乳。
若林 逆奈（わかばやし さかな）
若林輝也の妹。中学2年生。礼儀正しい所は一緒だが、動物嫌いの兄や「ドS」な姉と違って、かなり大人しい。樹に対して恋心を抱いている。
名前の由来は「人魚姫（＝魚）」から。
最終巻では高校生となった大人びた容姿で登場する。また、樹が輝也を「お義兄さん」と呼んでいることから、卒業後に結婚した模様。
それを裏付けるかのように、設定とデザインだけではあるが、後に樹との間に娘を産んでいることが判明している。ただし他の面々と違い幼稚園児のデザインである。
久我原 笹（くがはら ささ）
久我原このみの弟。中学3年生。俗に言うシスコンで、姉のこのみに他の男性が近づく事を良しとしないが、姉の気に障るようなことをした場合鈍器（大抵フライパン）で叩きのめされてしまう。背は姉より高い。このみと仲の良い結城りんすのことを快く思っていないが、結城兄妹が招かれた時は騎士をりんすだと思い込んで（りんす本人を女の子と勘違いして）しまった。
名前は姉が「木の実」であることから植物関連で「葉っぱ」を連想させるものとして「笹」を選んだのが由来。
若林輝也を目の敵にしており、生徒会の衣装を借りて姉との中を引き裂こうと学校に進入した際、兄の忘れ物を届けに来た逆奈に一目惚れするも、輝也の妹と知って絶望した模様。
最終巻の書き下ろしでは成長して教師になったことが描かれている。しかし 逆奈との一件で悔しさを勉強にぶつけたのか、生涯独身と書かれている。

### 子供世代
本編メンバーの一部の息子・娘の設定が単行本4巻で描かれており、その続編ともいえる騎士たちの子どもの物語「ないと＊ろーど」が
2009年（平成21年）11月より、作者本人のサイト及びPixivにて不定期連載されている。現在00,01話まで掲載。
結城 伊織（ゆうき いおり）
設定年齢15歳。中3から高1へ。女。騎士・弥深子夫妻の双子の姉。
父親の髪の毛と才能、母親の性格と容姿を受け継いだ娘で、性格はりんすに似ている（本来せすに与えられるはずだった人格通り）。
精神面では大人しめな面が目立ち、ひかえめな性格だが突っ込みは鋭い。ただしりんすと違い料理はかなり苦手。
物腰が丁寧で、弟と叔父を「君」付けで呼ぶ。
せすと同様、髪に何かしらの飾りを付けている。ただし後ろに流すツインテールっぽいかなり長めの髪型で、飾りが場面毎に異なる。
祖母の貴咲博士と父騎士・母弥深子が研究で諸外国を飛び回っていた為、弟及び祖父と共に日本に残って生活していた。
陸上がやりたいと思うほど運動能力は高いらしく、その為氷湖・莉太とは違う高校に進学した。
結城 氷湖（ゆうき ひこ）
設定年齢15歳。中3から高1へ。男。騎士・弥深子夫妻の双子の弟。かなり元気。そしてがんばり屋。
父親の性格とマメさ、母親の髪の毛を受け継いだ息子で、性格はせすに似ている（本来りんすに与えられるはずだった人格通り）。
元気爆発のノリノリな性格ではあるが、科学者となり不在がちとなった父騎士、赤飯しか相変わらず作れない母弥深子に変わって家事をしていた為、料理が得意。ただし弥深子の才能を受け継いだ為勉強は苦手。
せす並みに物覚えが悪い超おばかさん。その為姉が苦労することに。
莉太の家庭教師のお陰で何とか莉太と同じ高校に進学できた。
結城 莉太（ゆうき りた）
登場当初15歳。中3から高1へ。男。翔馬・貴咲夫妻の息子で、騎士からかなり年の離れた“弟”。性格は翔馬とりんすが合わさった様子。
りんすがそのまま人間になった感じだが、髪型は母親に近く、前髪を開いた父親に表情がかなりそっくりである。ただし父親・母親と違い目が大きい。
伊織・氷湖からは“叔父さん”となる関係だが、同い年ということもありやがて名前で呼ぶようになる。
研究に出かけた貴咲・騎士・弥深子と一緒に暮らしていたが、高校受験のため日本に帰国する。
貴咲の才能を受け継いでおり、かなり頭脳明晰で10カ国語をしゃべることが出来る。しかしそれは必要に迫られたためで、主に母親（貴咲）を止める為の文章が最初に覚える内容だったらしい。
氷湖と同じ高校に進学、そして新入生代表を務めるほどの秀才ではあるが、父親譲りの弱気のせいでスランプになったり失敗したりするとかなり弱腰になる。

### その他
河村 有賀（かわむら あるが）
作者の別の作品であるROM-レスからゲスト出演。単行本第4巻の巻頭カラー漫画に登場。貴咲博士が怪しげな薬を作った際、逃げ遅れて実験台に選ばれてしまった（選ばれた直後も抗議はしたが、弟と妹を餌に出されて脅されたため、仕方なく言うことを聞く羽目になる）。

## 書誌情報

### 単行本
- 白雪しおん『にこプリトランス』芳文社（まんがタイムきららMAX）全4巻
  1. 第1巻 2007年（平成19年）2月11日発行 ISBN 978-4-8322-7613-0
  2. 第2巻 2007年（平成19年）12月12日発行 ISBN 978-4-8322-7666-6
  3. 第3巻 2008年（平成20年）8月12日発行 ISBN 978-4-8322-7712-0
  4. 第4巻 2009年（平成21年）3月13日発行 ISBN 978-4-8322-7779-3